# FC Aliança Nacional
FC Aliança Nacional is een voetbalclub in Sao Tomé en Principe uit Pantufo, een voorstadje van Sao Tomé-stad in het district Água Grande. De club speelt in de eilandcompetitie van Sao Tomé, waarvan de kampioen deelneemt aan het voetbalkampioenschap van Sao Tomé en Principe, de eindronde om de landstitel.
In 1994 verloor de club de bekerfinale van Sporting Clube Praia Cruz, twee jaar later wist het wel de bekerfinale te winnen. Nog nooit werd de eiland- of landstitel behaald. In 2001 won FC Aliança Nacional haar poule op het tweede niveau en promoveerde. Na een paar jaar in de middenmoot te hebben gehangen betekende de 12e plek in het seizoen 2009/10 weer degradatie, hoewel de club in 2014 weer op het hoogste niveau speelde.
De club heeft ook een vrouwenteam, dat uitkomt in het vrouwenvoetbalkampioenschap van Sao Tomé en Principe.

## Erelijst
Bekerwinnaar1996
Eerste niveau: FC Aliança Nacional · Bairros Unidos FC · UD Correia · Folha Fede · Juba Diogo Simão · FC Neves · Praia Cruz · UDRA · Vitória FC · Santana FC
Tweede niveau: Agrosport · Amador · Guadalupe · Inter Bom-Bom · Desportivo Marítimo · Kê Morabeza · Oque d'El Rei · Porto Alegre · Ribeira Peixe · Trindade FC
Derde niveau: Andorinha Sport Club · Boavista · Desportivo Conde · Cruz Vermelha · Diogo Vaz · Otótó · Santa Margarida · Sporting São Tomé · UDESCAI · Varzim FC
Voormalige clubs: 6 de Setembro · Bela Vista · Os Dinâmicos ·  Palmar